# Герб Черняхівки (Бориспільський район)
Герб Черняхівки — геральдичний символ населених пунктів Черняхівської сільської ради Бориспільського району Київської області (Україна): Черняхівки та Гречанівки. Герб затверджений сесією сільської ради (автор — Олександр Желіба).

## Опис
У червоному полі Спас Нерукотворний, під яким увінчана золотим лицарським хрестом срібна підкова у супроводі двох золотих стріл вістрям донизу. Щит накладено на бароковий картуш, що увінчаний золотою хлібною короною.
Допускається використання герба без картуша та корони.
Допускається використання герба з додаванням рослинного декору та, червоної стрічки з написом срібними літерами «ЧЕРНЯХІВКА».

## Трактування
- Спас Нерукотворний — покровитель села, день храмового свята Спаса є одночасно і днем Черняхівки;
- нижня частина герба (підкова, хрест та стріли) копіює частину герба засновника села писаря Черняхівського — символ козацької доблесті та звитяги;
- підкова — символ шляхетності, благородства, удачі у всіх добрих починаннях;
- лицарський хрест — віра, надія, любов, випробування, спасіння, готовність збройно захищати свою Батьківщину;
- стріли — символ цілеспрямованості, рішучості у досягненні мети;
- картуш — декоративна прикраса, що виконана в стилі козацького бароко; згадка про те, що село було засноване саме в козацькі часи;
- золота хлібна корона — символ місцевого самоврядування й достатку мешканців села.